# Лисин, Николай Викторович
Николай Викторович Лисин (11 декабря 1912, Шеланга, Свияжский уезд, Казанская губерния, Российская империя — 12 декабря 1981, Теньки, Камско-Устьинский район, Татарская АССР, РСФСР, СССР) — участник Великой Отечественной войны, Герой Социалистического Труда, председатель колхоза.

## Биография
Начал работать с 16 лет рабочим артели «Волгопром-кооперация». В 1934—1935 учился в школе животноводов в Мензелинске, затем работал заведующим молочнотоварной фермой, зоотехником Теньковского районного отдела.
В 1941—1945 участвовал в боевых действиях в частях Балтийского флота. В 1945 году вступил в ВКП(б).
После войны работал начальником подсобного хозяйства ОРСа, заведующим животноводством Шеланговского плодово-ягодного совхоза.
С 1951 — председатель сельскохозяйственной артели имени Мичурина. Урожайность в те годы составляла в среднем 5-6 центнеров с гектара, молока от каждой коровы получали по 750—800 кг. Поставив задачу создать высокопродуктивное рентабельное хозяйство, развернул строительство новых ферм, улучшал племенные качества скота. За 1951—1961 доход колхоза вырос в 25 раз (с 220 тыс. рублей в старом исчислении до 532 тыс. рублей в новом исчислении)‚ а в 1966 составил 910 тыс. рублей. Более половины всего дохода колхоз получил от животноводства. В 1961—1965 годах колхоз стабильно занимал первое место в районе по производству молока, яиц, овощей; перевыполнял план продажи государству зерна, мяса, молока и другой сельскохозяйственной продукции. Колхоз стал одним из лучших хозяйств республики. В годы семилетки были введены механизированная дойка коров, механизированное приготовление кормов на свиноферме. К 1966 году колхоз перешёл на ежемесячную гарантированную оплату труда.
В последующие годы в колхозе имени Мичурина были переведены на хозрасчёт четыре комплексные бригады, молочнотоварная ферма, свиноферма и птицеферма, во всех бригадах были внедрены технически обоснованные нормы выработки, определён размер фонда гарантированной оплаты по категориям работников. Одним из первых в республике колхоз разработал систему дополнительной оплаты труда за получение сверхплановой продукции и экономию средств.
Колхоз неоднократным участвовал в ВДНХ, был награждён тремя медалями ВДНХ, а также Памятным знаменем обкома КПСС, Президиума Верховного Совета ТАССР, Совета Министров и Татоблсовпрофа, которое было оставлено на вечное хранение.
В 1951—1976 годах Н. В. Лисин был членом райкома КПСС, депутатом районного Совета депутатов трудящихся; избирался депутатом Верховного Совета РСФСР пятого созыва.
В феврале 1976 вышел на пенсию.

## Награды
- медаль «За отвагу» (18.03.1944)
- медаль «Серп и Молот» (22.03.1966)
- орден Ленина (22.03.1966)
- орден Октябрьской Революции (1971)
- Почётная грамота Президиума Верховного Совета Татарской АССР (1972)

## Память
Именем Н. В. Лисина названы  улицы в поселке городского типа Камское Устье, в селе Теньки, в также в селе Верхний Услон.